# Nhà tù Bereza Kartuska
 Nhà tù Bereza Kartuska (tiếng Ba Lan: Miejsce Odosobnienia w Berezie Kartuskiej, nghĩa đen là "Nơi cô lập tại Bereza Kartuska") là một Trại giam ở Cộng hòa Ba Lan thứ hai, có trụ sở tại Bereza Kartuska, Polesie Voivodeship (ngày nay là Biaroza ở Belarus).
Nó được thành lập vào năm 1934 bởi chính phủ Sanation Ba Lan với mục đích cô lập và hành hạ cả những đối thủ chính trị về mặt tâm lý và thể chất, bao gồm cả đảng Dân chủ Quốc gia, những người cộng sản, thành viên của Đảng Nhân dân Ba Lan, cũng như những người theo chủ nghĩa dân tộc Ukraine và Bêlarut. Các tù nhân đã được gửi đến trại trên cơ sở quyết định hành chính, không có cáo buộc chính thức, xử phạt tư pháp hoặc xét xử, và không có khả năng sử dụng kháng cáo. Các tù nhân ở đây thường xuyên bị tra tấn. Những người bị giam giữ được cho là phải lao động hình sự, và ít nhất 13 người đã chết trong thời gian ở đây. Một số học giả và tác giả gọi Bereza Kartuska là một " trại thực tập ".
Được thành lập vào ngày 17 tháng 6 năm 1934 theo lệnh của Tổng thống Ignacy Mościcki, trại được chính thức thành lập để giam giữ những người bị nhà nước Ba Lan coi là "mối đe dọa cho an ninh, hòa bình và trật tự xã hội". Các tù nhân đã bị giam giữ trong thời gian ba tháng với khả năng sẽ bị kéo dài thời gian giam giữ vô thời hạn. Bên cạnh các tù nhân chính trị, bắt đầu từ tháng 10 năm 1937, "tội phạm khét tiếng" và tội phạm tài chính cũng bị gửi đến trại.
Trên thực tế, trại đã không còn tồn tại vào đêm 17 tháng 9 năm 1839 sau khi Liên Xô xâm chiếm Ba Lan, những người bị giam giữ đã được thả ra và nhân viên đã từ bỏ cơ sở.

## Lịch sử

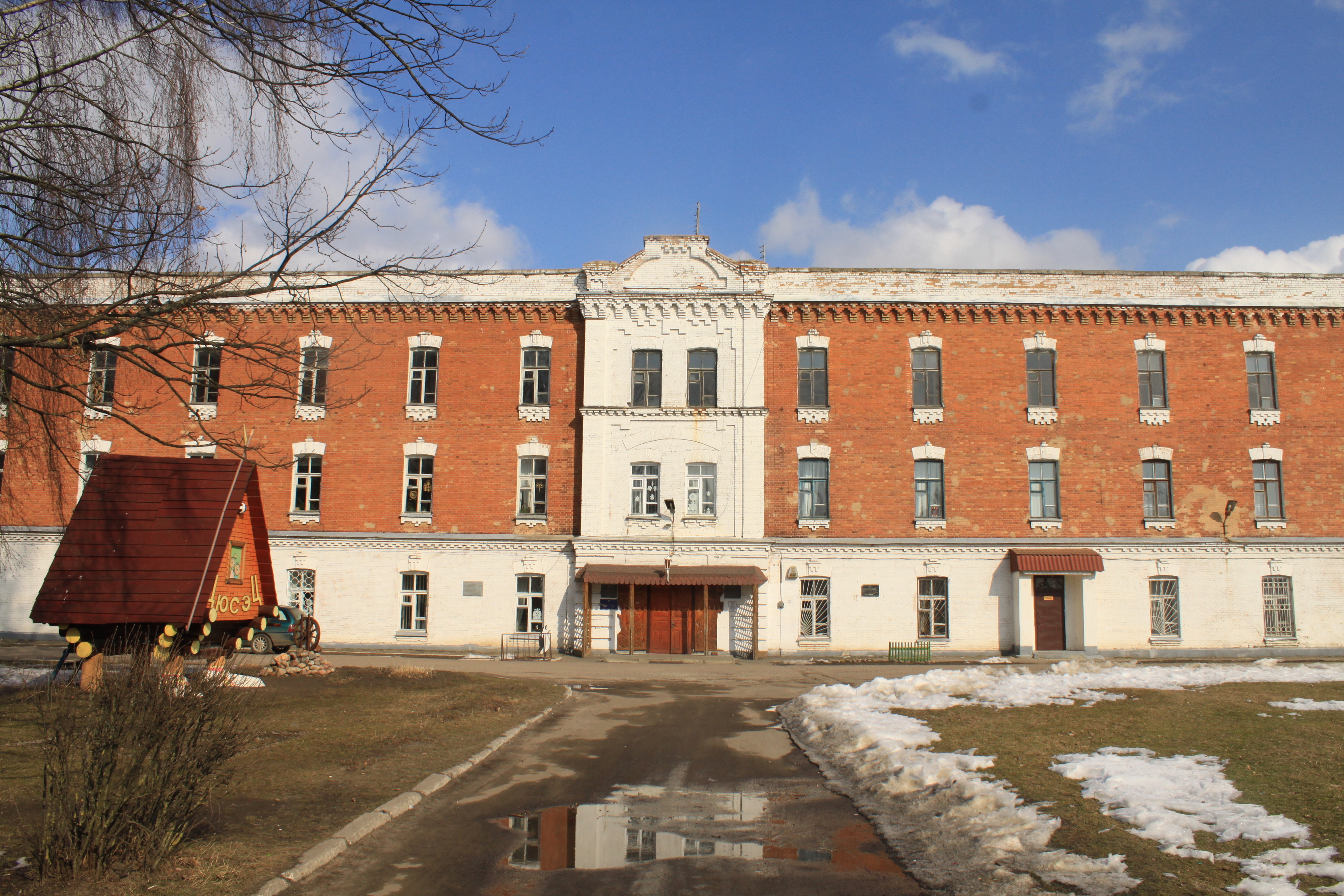
Tòa nhà cũ của nhà tù năm 2010

Tổ chức này được thành lập vào ngày 12 tháng 7 năm 1934, trong một nhà tù cũ của Sa hoàng và doanh trại tại Bereza Kartuska ngày 17 tháng 6 năm 1934, theo lệnh của Tổng thống Ba Lan Ignacy Mościcki. Sự kiện ảnh hưởng trực tiếp đến nhà độc tài của Ba Lan, Józef Piłsudski, để tạo ra nhà tù là vụ ám sát Bộ trưởng Nội vụ Ba Lan Bronisław Pieracki vào ngày 15 tháng 6 năm 1934, bởi Tổ chức Quốc gia Ukraine (OUN). Nó được dự định để giam những người "có hoạt động hoặc hành vi đe dọa an ninh công cộng, hòa bình hoặc trật tự." 

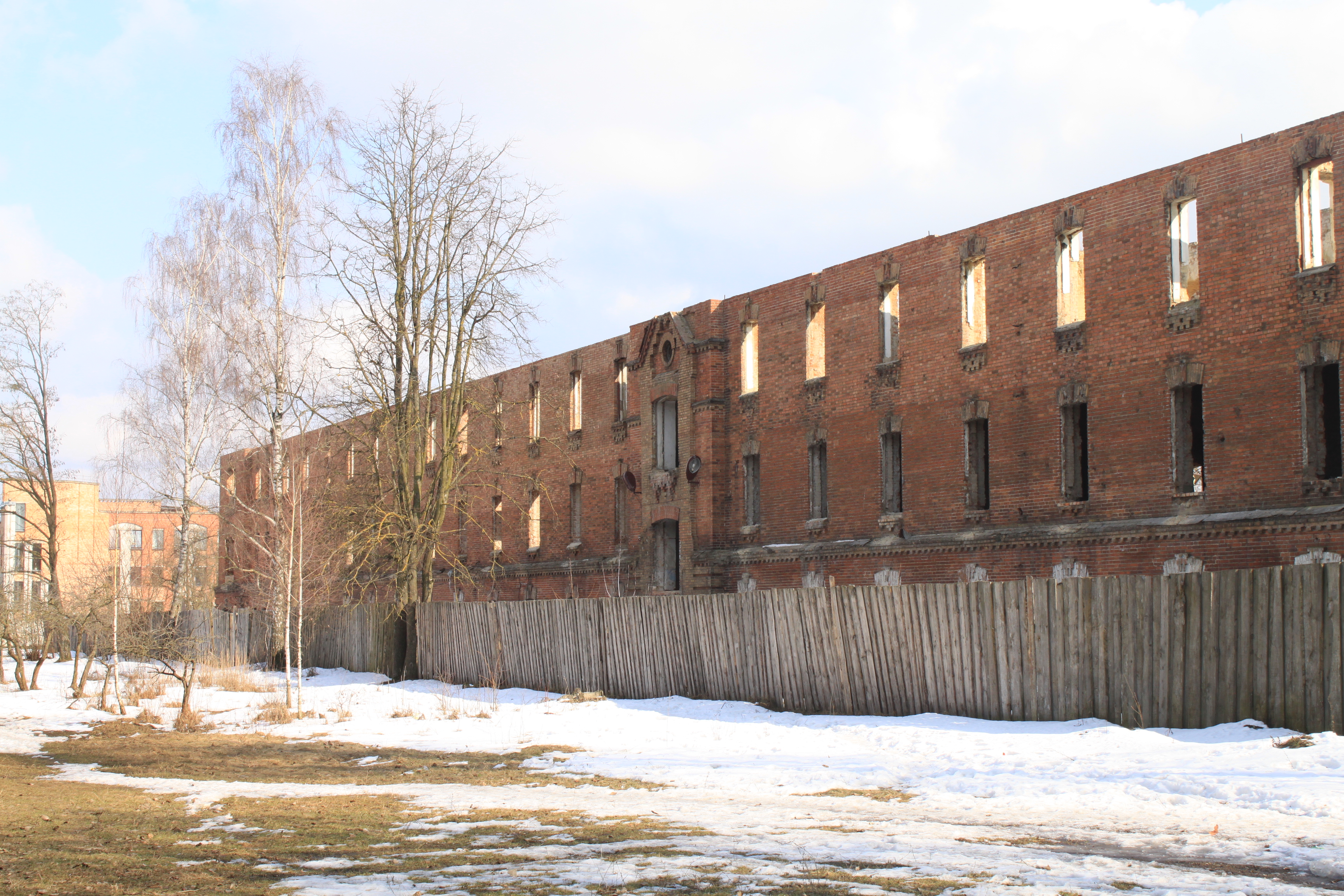
Tòa nhà tù cũ năm 2010, sẽ được xây dựng lại

Trên thực tế, trại đã ngừng tồn tại vào đêm 17 tháng 9 năm 1839, khi biết về cuộc xâm lược Ba Lan của Liên Xô, các nhân viên đã từ bỏ nó. Theo hai báo cáo, cảnh sát rời đi đã giết một số tù nhân.

## Các tù nhân

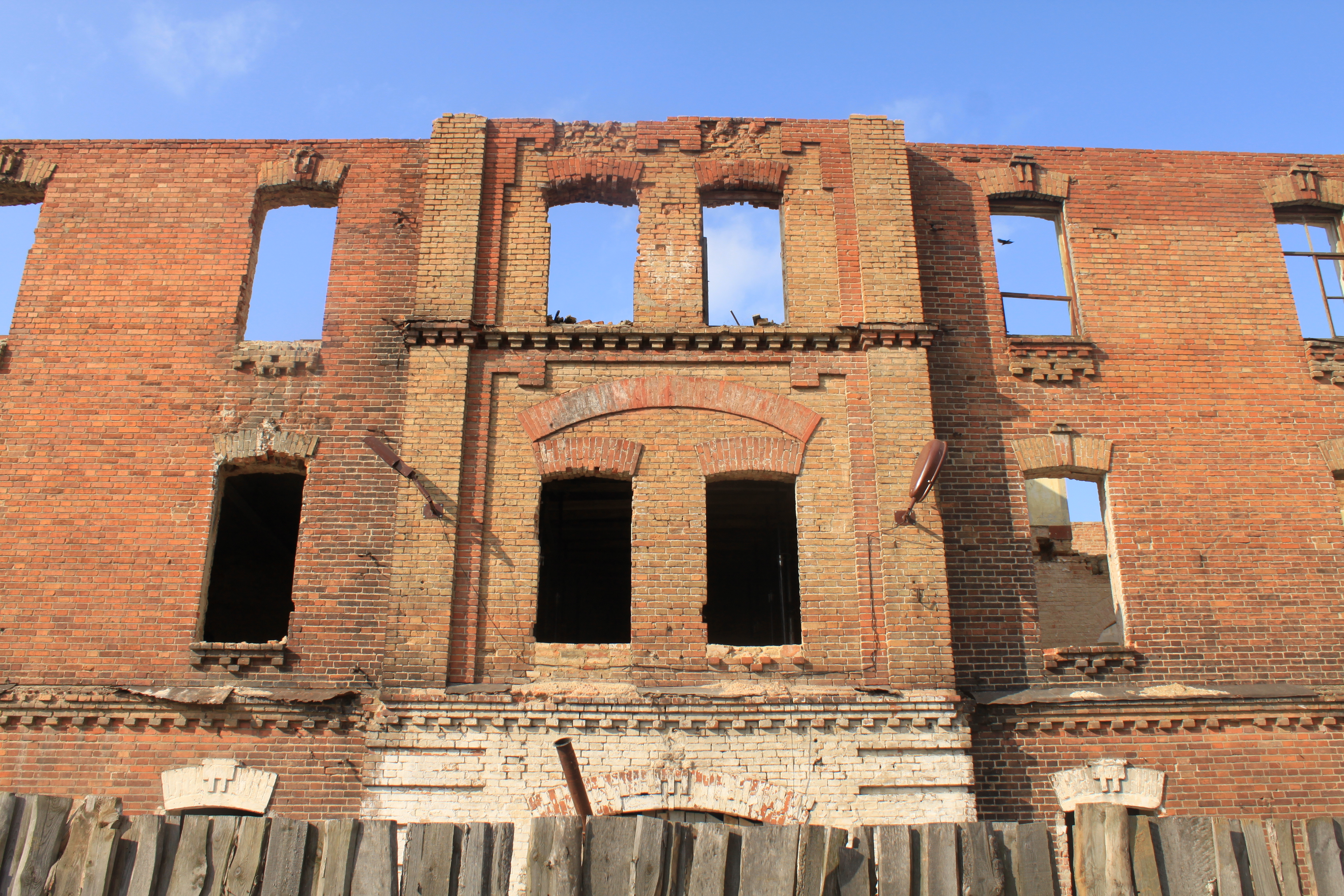
Xây dựng nhà tù năm 2010

Theo tài liệu còn sót lại của trại, hơn 3000 người đã bị giam giữ tại Bereza Kartuska từ tháng 7 năm 1934 đến ngày 29 tháng 8 năm 1939. Tuy nhiên, chính quyền của trại đã ngừng đăng ký chính thức những người bị giam giữ vào tháng 9 năm 1939, sau khi các vụ bắt giữ hàng loạt bắt đầu. Theo dữ liệu không đầy đủ từ các nguồn của Liên Xô, ít nhất 10.000 người đã bị giam trong nhà tù.

### Lý do bị bắt
Lý do giam giữ theo tỷ lệ phần trăm của tù nhân:
|                                                | 1934 | 1935 | 1936 | 1937 | 1938 | I-VIII 1939 | Tóm lược |
| ---------------------------------------------- | ---- | ---- | ---- | ---- | ---- | ----------- | -------- |
| Cộng sản                                       | 70%  | 66%  | 100% | 73%  | 39%  | 50%         | 55%      |
| Thành viên của đảng cực hữu                    | 10%  | 17%  | -    | -    | -    | -           | 2%       |
| Những người theo chủ nghĩa dân tộc Ucraina     | 30%  | 17%  | -    | -    | -    | -           | 4%       |
| Các nhà hoạt động của đảng nông dân            | -    | -    | -    | -    | 1%   | -           | 1%       |
| Những người ủng hộ chủ nghĩa phát xít          | -    | -    | -    | -    | 1%   | -           | 1%       |
| "Các nhà hoạt động chống nhà nước" (szkodnicy) | -    | -    | -    | -    | -    | 1%          | ≈0%      |
| Thành viên Karpacka Sicz                       | -    | -    | -    | -    | -    | 2%          | ≈0%      |
| Tội phạm                                       | -    | -    | -    | 23%  | 55%  | 41%         | 35%      |
| Tội phạm tài chính                             | -    | -    | -    | 4%   | 4%   | 6%          | 2%       |

## Điều kiện
Từ năm 1934 - 1937, nhà tù này thường chứa 100 - 500 một lúc. Vào tháng 4 năm 1938, con số đã lên tới 800. Các điều kiện đặc biệt khắc nghiệt và chỉ có một tù nhân trốn thoát. Chỉ có một vụ tự tử xảy ra; vào ngày 5 tháng 2 năm 1939, tù nhân Dawid Cymerman rạch cổ trong nhà vệ sinh. Số người chết trong trại giam được giữ ở mức thấp một cách giả tạo bằng cách thả các tù nhân có sức khỏe kém. Theo Śleszyński, 13 tù nhân đã chết trong quá trình hoạt động của nhà tù, hầu hết trong số họ chết tại một bệnh viện ở Kobryń. Theo các nguồn khác, tổng số người chết, được đưa ra là trong khoảng từ 17 đến 20.